# Нетечинці
Нете́чинці —  село в Україні, у Віньковецькій селищній громаді Хмельницького району Хмельницької області. Населення становить 1166 осіб.

## Історія
7 (20) листопада 1917 року, відповідно до Третього Універсалу Української Центральної Ради, увійшло до складу Української Народної Республіки.
12 червня 2020 року, відповідно до розпорядження Кабінету Міністрів України № 727-р «Про визначення адміністративних центрів та затвердження територій територіальних громад Хмельницької області», увійшло до складу Віньковецької селищної громади.
19 липня 2020 року, після ліквідації Віньковецького району, село увійшло до Хмельницького району.

## Відомі люди
В селі народились:
- Бараболько Михайло Петрович — Герой Радянського Союзу.
- Роїк Микола Володимирович — Заслужений діяч науки і техніки України.

## Галерея

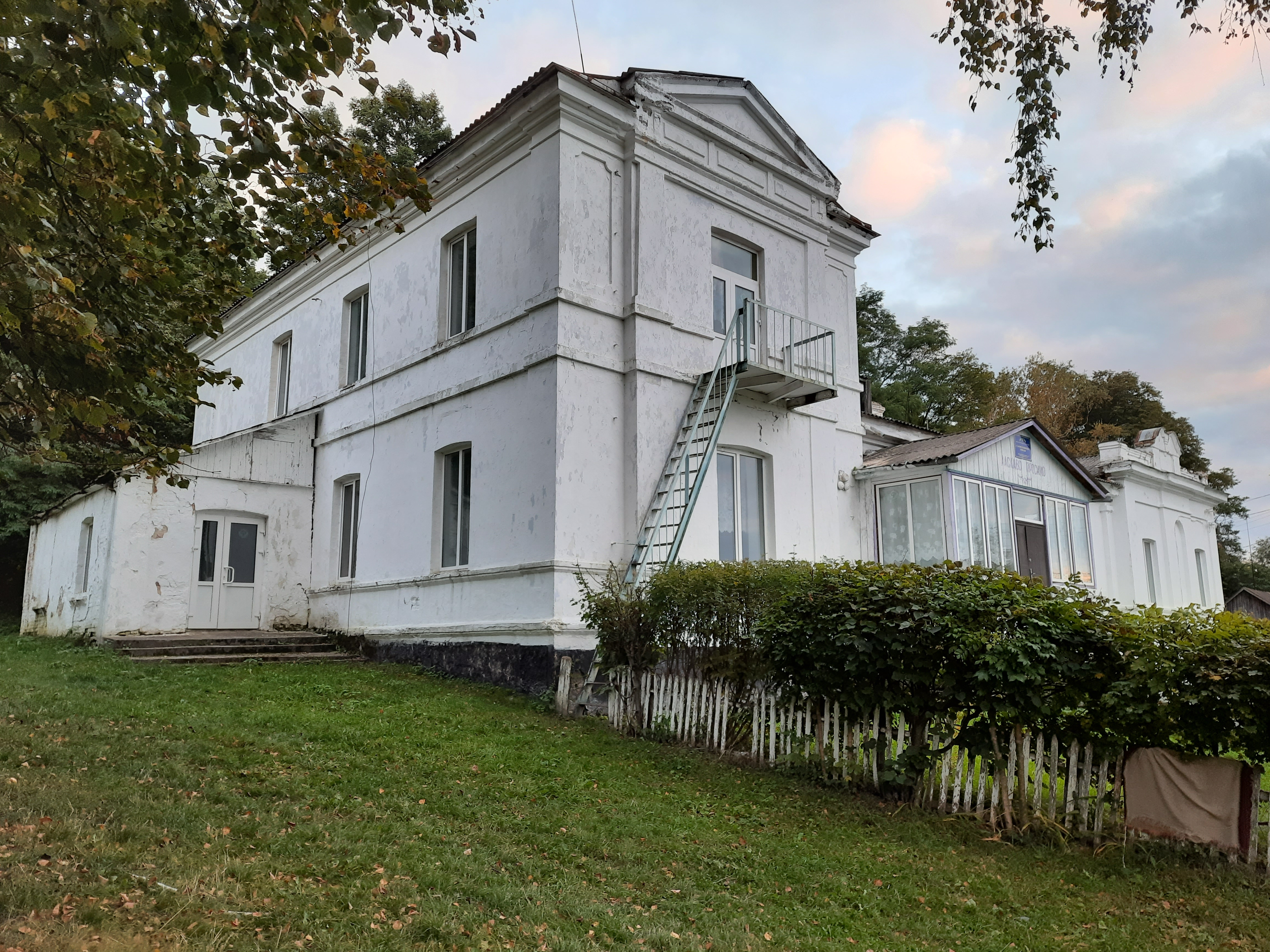
Комплекс споруд садиби
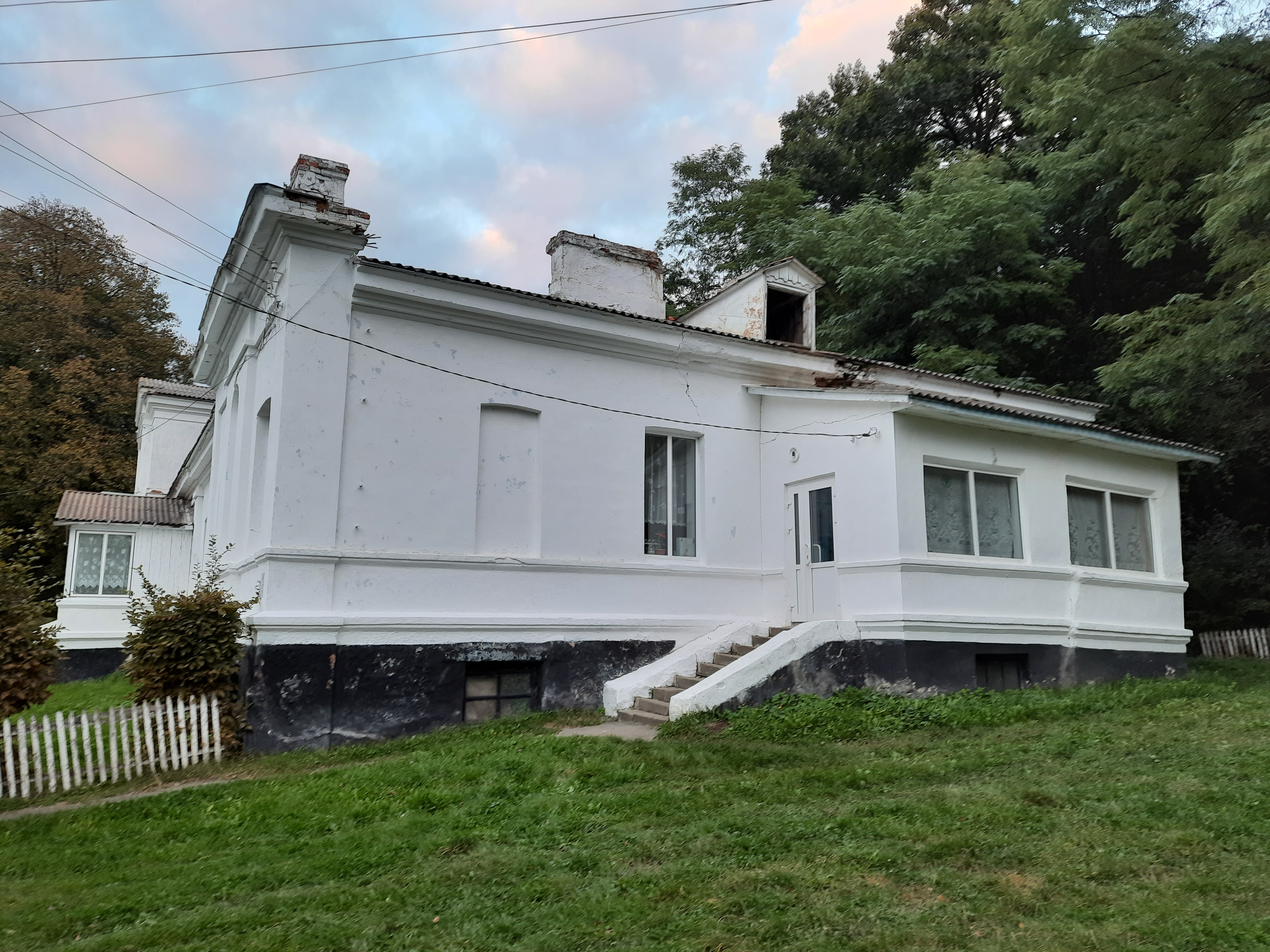
Садибний будинок
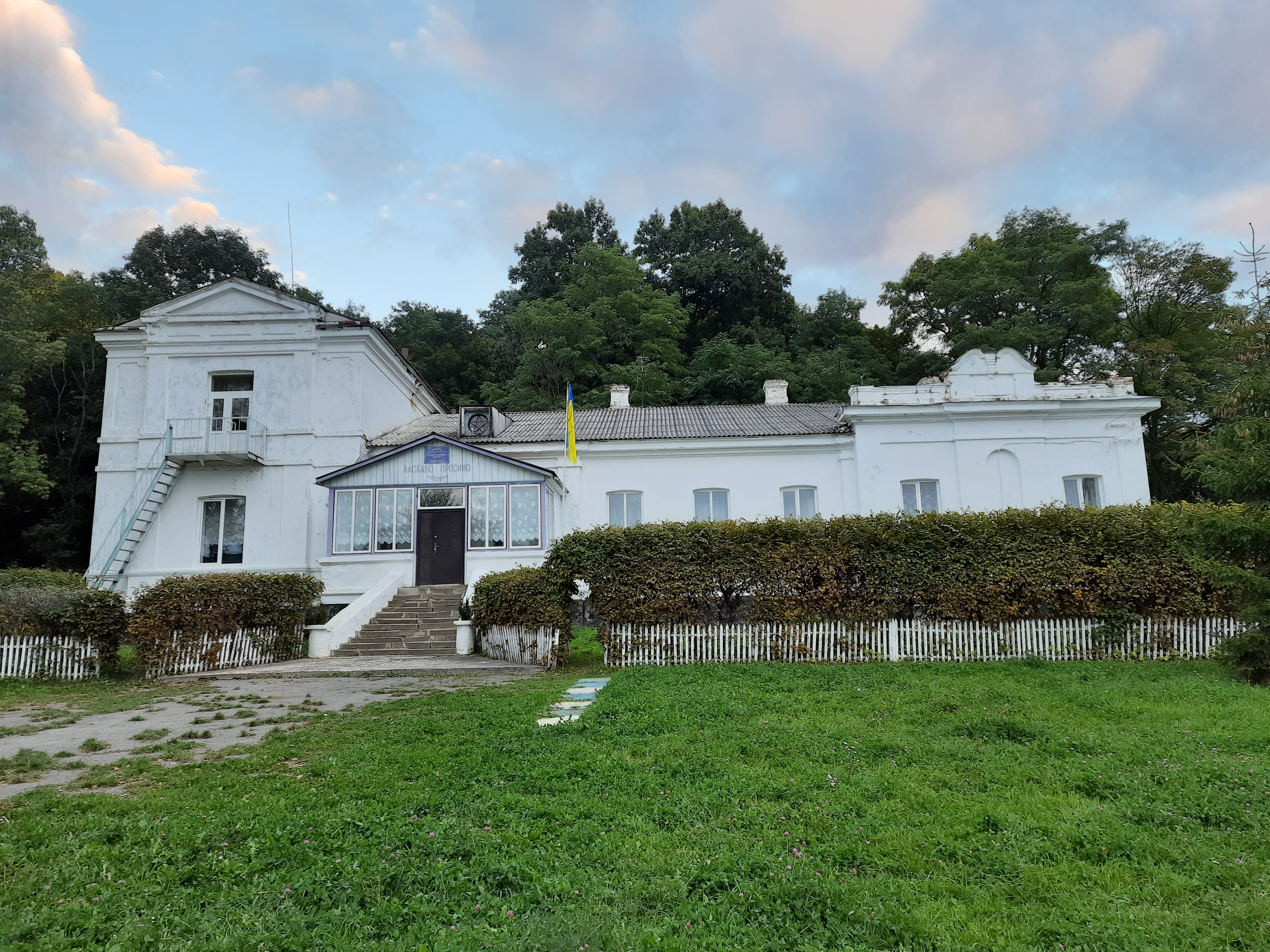
Садибний будинок
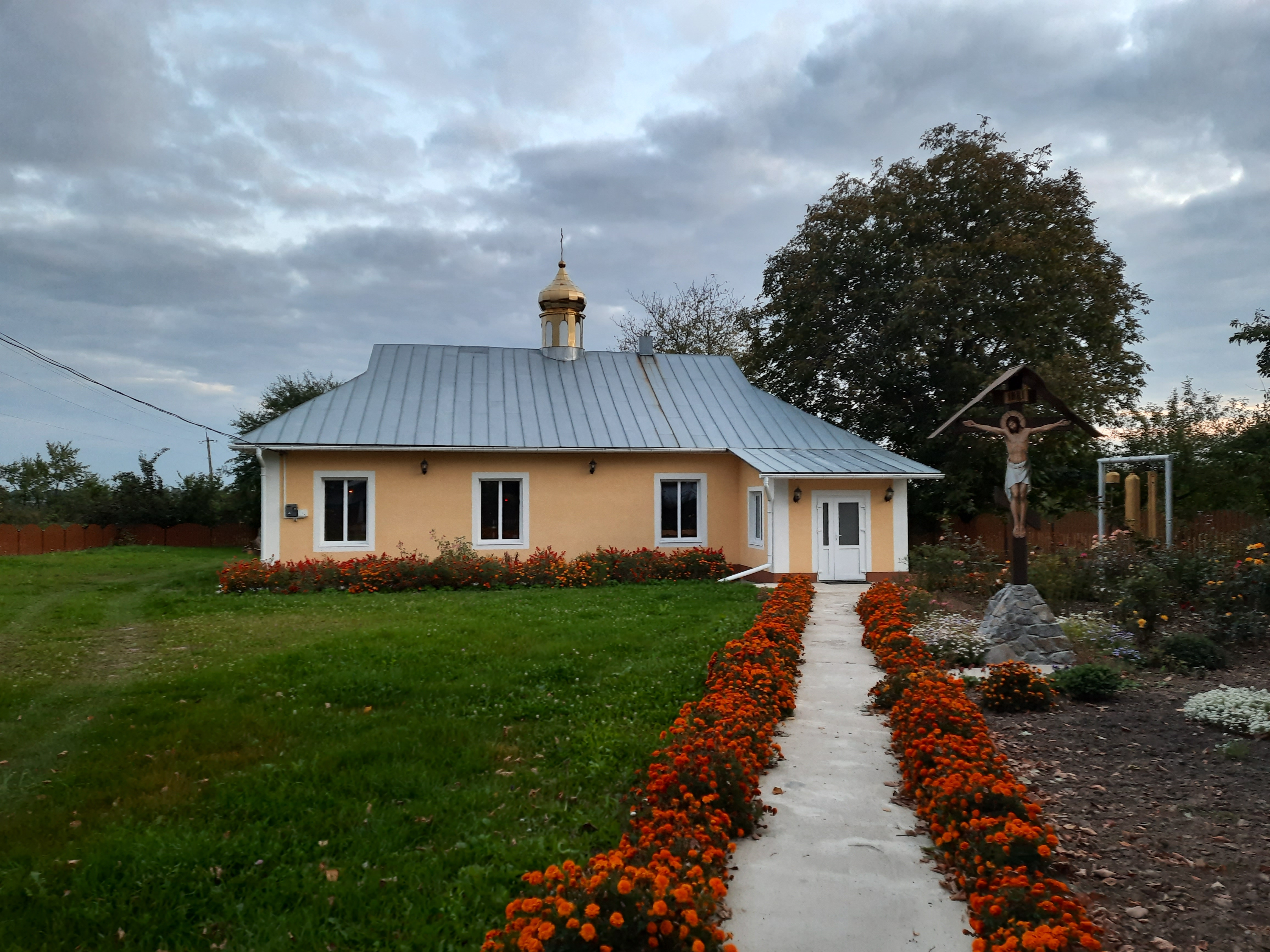
Церква Покрови Пресвятої Богородиці